# Otto Heinrich Greve
Otto Heinrich Luis Paul Magnus Georg Greve (* 30. Januar 1908 in Rostock; † 11. Juni 1968 in Ascona) war ein deutscher Jurist, Politiker (DDP, FDP, SPD) und Mitglied des Parlamentarischen Rates.

## Leben und Beruf
Otto Heinrich Greve war Sohn des Rostocker Oberpostassistenten Heinrich Friedrich August Georg Greve und dessen Frau Anna Pauline Clara, geb. Reder. Nach dem Abitur an der Großen Stadtschule Rostock studierte Greve Rechtswissenschaften an der Ludwig-Maximilians-Universität München, in Paris, Nancy und Rostock. Nach dem ersten Staatsexamen 1933 begann er das Rechtsreferendariat. 1935 wurde er promoviert und ein Jahr später bestand er das Assessorexamen. Anschließend trat er in den Justizdienst ein, wurde aber bereits 1938 aus politischen Gründen entlassen. Er war seit der Schulzeit ein guter Freund des von der Arisierung betroffenen jüdischen Juristen Herbert Samuel. Bis zum Kriegsende war er als Syndikus in der Industrie tätig und reiste deshalb trotz des Krieges häufig nach England. 1945 wurde Greve von der amerikanischen Besatzungsmacht zunächst als Landrat im Landkreis Greiz eingesetzt. Als Thüringen von den sowjetischen Besatzungstruppen übernommen worden war, floh er mit seiner Familie nach Wagenfeld bei Bremen.
1946 ließ Greve sich in Hannover als Rechtsanwalt nieder, seit 1948 war er auch Notar.

## Partei
Von 1926 bis 1933 war Greve Mitglied der DDP und gehörte dem Reichsvorstand der Jungdemokraten an. Er war auch aktives Mitglied im Reichsbanner Schwarz-Rot-Gold. 1945 beteiligte er sich an der Gründung der FDP. Im Februar 1946 kam er in den Vorstand für die britische Zone, dem er bis 1947 angehörte. Im Zonenvorstand leitete er das „Politische Büro“, das seinen Sitz in Hannover hatte. Ende April 1948 trat er zur SPD über, weil er mit dem Rechtsruck der niedersächsischen FDP unter ihrem neuen Vorsitzenden Artur Stegner nicht einverstanden war. Wörtlich bezeichnete er den niedersächsischen FDP-Landesverband als „Behelfsheim der Reaktion“.

## Politiker
Greve war 1947 bis 1951 Landtagsabgeordneter in Niedersachsen. 1948/49 gehörte er dem Parlamentarischen Rat an und zählt somit zu den „Vätern des Grundgesetzes“. Er war sodann seit der ersten Bundestagswahl 1949 bis 1961 Mitglied des Deutschen Bundestages. Er wurde im Wahlkreis Nienburg – Schaumburg-Lippe stets direkt gewählt. 1954/1955 war er stellvertretender Vorsitzender des Parlamentarischen Untersuchungsausschusses zum „Fall John“. 1955 bis 1958 war er, nicht zuletzt wegen seiner guten Kontakte zu jüdischen Organisationen, Vorsitzender des Bundestagsausschusses für Wiedergutmachung, musste diesen Posten aber aus denselben Gründen räumen. Greve forderte bereits 1956 die Politik des Möglichen, also die Abtrennung der Gebiete jenseits von Oder und Neiße zwar nicht als endgültig anzuerkennen, aber einstweilen sein zu lassen, wie sie sein mögen, um die Wiedervereinigung Deutschlands auf dem Gebiet der ehemaligen alliierten Besatzungszonen zu erreichen. Der offizielle Standpunkt der Bundesrepublik, dass seitens Deutschlands keine Ansprüche auf Territorium der Tschechoslowakei, wie zum Beispiel das Sudetenland, bestehe, müsse von Deutschen deutlich gesagt werden, wer dagegen solche Ansprüche erhebe, verrate die Sache der Einheit Deutschlands. Für diese Worte erntete Greve scharfe Vorwürfe, auch aus der eigenen Partei.